# Джёрче Петров (стадион)
Джёрче Пе́тров (макед. Ѓорче Петров) — стадион в Скопье, Республика Македония. В настоящее время используется главным образом для футбольных матчей и является домашней ареной клуба «Македония Джёрче Петров». Стадион помещает 3 000 человек.

## История
Стадион был открыт в 1971 году и имел всего одну трибуну. В сезоне 2004/2005 была проведена реконструкция: построена вторая трибуна, улучшена инфраструктура и увеличена вместимость старой трибуны.